# غلوجة (نير)
غلوجة هي قرية في مقاطعة نير، إيران. عدد سكان هذه القرية هو 152 في سنة 2006.